# 刘健挺
刘健挺（1909年—1983年11月15日），安徽省霍山县下符桥人，中国人民解放军开国少将。

## 生平
生于贫农家庭。兄弟3让。哥哥刘守矩，曾任霍山县东北乡苏维埃政府司务长。弟弟刘守国，曾任红四军独立第九连政治指导员，战斗牺牲。刘健挺7岁放牛，11岁时读了两年私塾，两年学堂，后辍学回家做农活，学道士。参加1929年11月六霍起义。1931年6月，刘健挺经熊宗华介绍加人中国共产党，不久任乡支部委员兼少共书记，后在霍山县苏维埃政府内工作。任霍山县第七区苏维埃政府少共区委委员兼秘书。1932年9月，刘健挺正式参加红二十五军75师223团，不久任连政治指导员。1935年7月红二十五军主力离开陕南去陕北后，10月6日在商南碾子坪各游击师和游击大队合编组成红74师，以陕南为中心坚持游击战争。刘健挺任红74师独立1团副团长、师政治部主任、师教导团政治委员、师政治部副主任兼组织科长。
抗日战争时期，刘健挺参加了延安抗日军政大学第三期学习，任八路军留守兵团第385旅第4团参谋长、第2团政治处主任、第4团政治处主任，第770团副政治委员兼政治处主任，八路军河南军区河南人民抗日军第四支队政治部主任，豫西支队政治委员，伊洛特委书记。
解放战争时期，任中原军区第一纵队第2旅旅长、改任政治委员（旅长张才千）。8月底建立了鄂西北区党委和鄂西北军区，兴房保宜（兴山、房县、保康、宜昌）为二分区，杨秀坤任司令员，刘健挺任二地委书记兼军分区政委，辖1个团。又任新成立的鄂西地委书记。1947年2月4日，鄂西北区党委和军区召开紧急会议，作出突围转移与坚持斗争的决策和部署，决定鄂西北军区分三部转移到外线作战，以争取战争主动权：
- 军区参谋长张才千率领军区机关及警卫部队和第4团（1200余人）；
- 军区副司令员刘昌毅率领第7团（700余人）；
- 二军分区司令杨秀坤、政委刘健挺率领第5团（800余人）东渡襄河，挺进大洪山和鄂西北地区打游击，沿途遭遇重兵围追堵截，部队失散。经过3个月的长途跋涉到达临淮关，找到津浦路西区委。1947年底随六合工委游击队到达皖西区委和皖西军区所在地舒城晓天，将鄂西北突围部队失散，自己化装至津浦路西经过向皖西区委书记彭涛、皖西军区司令员曾绍山作了汇报。皖西区委将刘健挺的情况转报中原局。经中原局批准，于1947年12月电示恢复刘健挺党籍，任命为皖西军区第四军分区副政治委员，筹措支前工作。后任皖北军区警备第一旅政治委员，随部队改称华东军区警备第14旅任政治委员。

建国后，任皖北军区政治部副主任、安徽省军区政治部副主任、政治部主任，南京军区司令部动员处处长，安徽省军区副政治委员兼政治部主任，福建省军区第二政治委员、顾问。
中共九大、中共十大代表。1955年被授予少将军衔。。1960年9月，中央军委成立《红25军战史》编审小组委员会，任编委会委员并担任战史编写修改办公室副主任。